# Merremia verecunda
Merremia verecunda là một loài thực vật có hoa trong họ Bìm bìm. Loài này được Rendle mô tả khoa học đầu tiên.